# Champigny en Rochereau
Champigny en Rochereau é uma comuna francesa na região administrativa da Nova Aquitânia, no departamento de Vienne. Estende-se por uma área de 33.24 km². Em 2010 a comuna tinha 1 978 habitantes (densidade: 59,5 hab./km²).
Foi criada em 1 de janeiro de 2017, a partir da fusão das antigas comunas de Champigny-le-Sec (sede da comuna) and Le Rochereau.